# 道の駅米沢

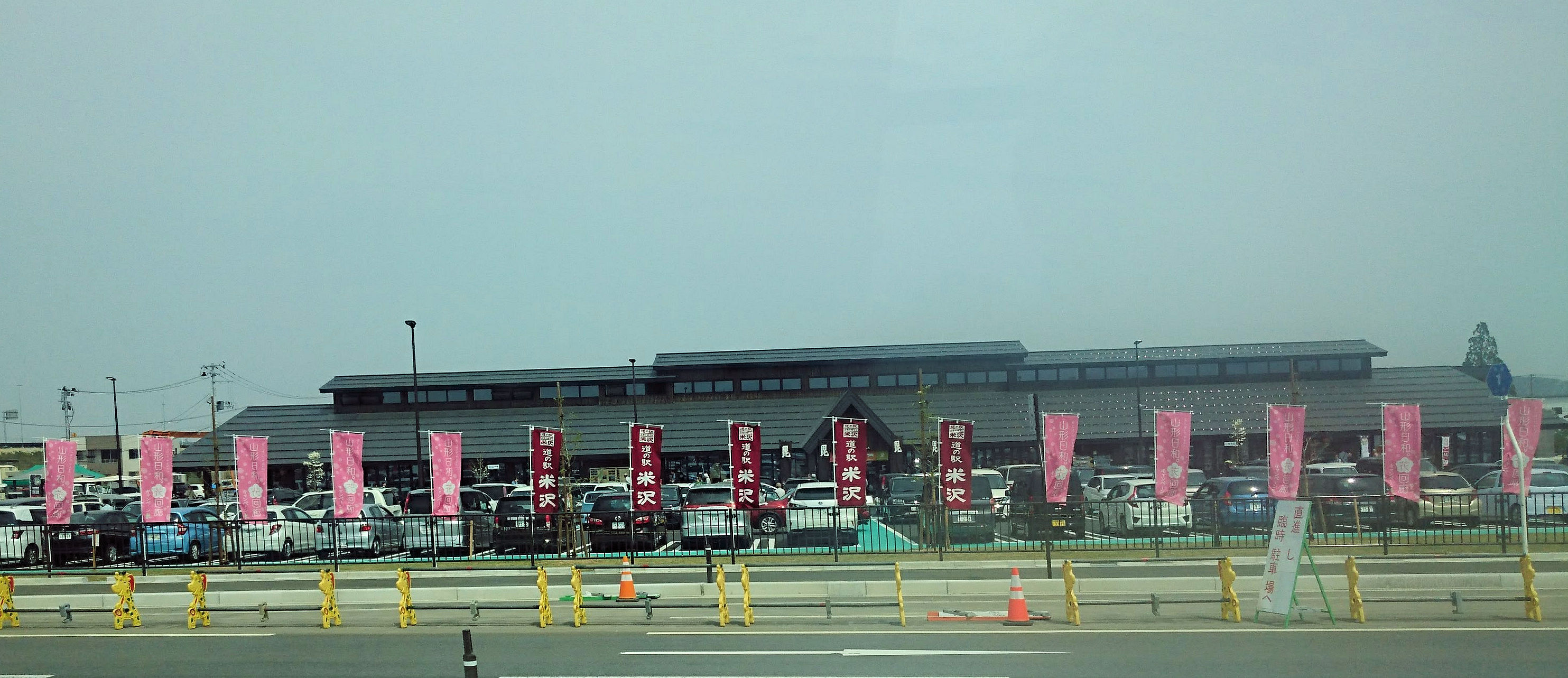
施設外観

道の駅米沢（みちのえき よねざわ）は、山形県米沢市にある主要地方道米沢高畠線の道の駅である。2018年（平成30年）4月20日にオープンした。2015年（平成27年）1月に国土交通省が関係機関と連携して重点支援し地域活性化の拠点とする重点「道の駅」に選定されている。

## 概要
米沢市では2017年度に開通する予定の東北中央自動車道本線上へのサービスエリア（SA）、パーキングエリア（PA）の設置を要望していたが、福島ジャンクション - 米沢北インターチェンジ間は国土交通省管轄の新直轄区間（無料区間）で整備されることになり、SA、PAは設置されないこととなった。
そのため、道路利用者の安全性の確保と利便性の向上、さらに地域活性化を図るため、同市は地元住民、経済界、置賜地域の市町、 県等と一体となって追加のインターチェンジ設置を要望し、米沢中央インターチェンジが主要地方道米沢高畠線に接続・設置されることになった。 このため、SA、PAの代替施設として、一般道路・高速道路を含めた道路利用者のための休憩機能や情報発信機能・地域連携機能を併せ持った道の駅を同インターチェンジ付近に設置することとした。
管理・運営は米沢市と30の企業・団体が出資する第三セクター・株式会社アクセスよねざわが行なう。また、道の駅建設事業への市民の参加意識を盛り上げるため、総事業費約22億円のうち2017年度の市負担分の範囲内で住民参加型の公募債を発行し、建設費の一部に充当する方針である。
当駅の建設に伴い、2015年度から2016年度にかけて、建設地とその周辺に位置する馳上遺跡（、大字川井字元立1019番地1他・字道下）と元立北遺跡（、大字川井字元立）において山形県埋蔵文化財センターによる発掘調査が行われた。

## 施設
- 駐車場[1][12]
  - 普通車：127台
  - 大型車：18台
  - 国際シンボルマークスペース：3台
- パークアンドライド駐車場：25台
- トイレ：43器（内 多目的トイレ：2器）（24時間利用可能）
（女性用トイレ内にパウダールームあり）
- 公衆電話：1台
- EV充電スポット
- 道路情報施設（24時間）
- 総合観光案内所（9:00 - 18:00）
- 農産物直売所（9:00 - 18:00）
- 特産品販売所（9:00 - 18:00）
- レストラン
  - 米沢牛ステーキレストラン 牛毘亭（ぎゅうびてい）

（平日 11:00 - 15:00 / 17:00 - 21:00 休日 11:00 - 21:00）
- フードコート（10:00 - 18:00）
  - 牛どんぶり 謙信亭（けんしんてい）
  - 米沢ラーメン 毘沙門（びしゃもん）
  - 蕎麦処 十割庵（とわりあん）
- ファストフード（10:00 - 18:00）
  - YONEZAWA FOOD PIT
- コンビニエンスストア（7:00 - 21:00）
  - セブンイレブン 道の駅米沢店
- 無料休憩所（イベント広場）
- 農畜産物加工施設
- 高速バスのりば
  - 仙台 - 米沢線 仙台行き (山交バス・JRバス東北 共同運行）
  - 山形 - 東京線  東京駅八重洲通り行き（東北急行バス「レインボー号」）

### 管理団体
- 米沢市[13]
- 株式会社アクセスよねざわ

## アクセス
- 東北中央自動車道
米沢中央インターチェンジから0.3Km
- 山形県道1号米沢高畠線
- 国道13号

## 周辺
- 松が岬公園
- 小野川温泉
- 天元台高原
- JR東日本 米沢駅